# 1582

## أحداث
- تأسيس مدينة سالتا وتقع حاليا في الأرجنتين.
- في أوروبا تم اعتماد التقويم الغريغوري. في هذا العام، في شبه الجزيرة الإيبيرية وإيطاليا وبولندا كان يوم الجمعة الذي يلي الخميس 4 أكتوبر ليس 5 أكتوبر بل 15 أكتوبر، حيث أزيلت 10 أيام من التاريخ لإصلاح أخطاء التقويم اليولياني. في فرنسا والميسيسيبي (الولايات المتحدة الأمريكية)، الأحد 9 ديسمبر اليولياني تبعه 20 ديسمبر الميلادي.
- 15 يناير - روسيا تتنازل عن ليفونيا وجنوب-استونيا لصالح بولندا.
- 23 مارس - داتونغ (الصين)، على بعد 350 كيلومترا غرب بكين، تم تسجيل زلزال 5 درجات على مقياس ريختر. عدد الضحايا غير معروف.
- 26 يوليو - ساحل تيرسييرا (جزر الأزور) معركة بونتا ديلجادا بين الأسطول الأسباني بقيادة دون ألفارو دي بازان، والأسطول الفرنسي تحت قيادة الأدميرال فيليب ستروزي، انتهت بانتصار الأسبان. وكانت هذه المعركة البحرية الأولى في التاريخ التي شاركت فيها سفن من نوع جاليون الحربية.
- 16 أبريل - الفاتح الأسباني هيرناندو دي ليرما يؤسس مستوطنة سالتا بالأرجنتين.
- بداية الغزو الروسي لسيبيريا.
- تشييد حصن برج الشمال الذي يتواجد شمال فاس البالي من طرف السعديين.

## مواليد
- المؤيد محمد بن القاسم، إمام الدولة الزيدية في اليمن .

## وفيات
- 4 أكتوبر - تيريزا القديسة.
- 11 ديسمبر - فرناندو ألفاريز دي توليدو، دوق ألبا الثالث
- أودا نوبوناغا
- وو تشنغن